# Fight the Power
Singles de Public Enemy
Black Steel in the Hour of Chaos
(1989) Welcome to the Terrordome
(1990)
Fight the Power est une chanson du groupe de hip-hop américain  Public Enemy. Elle est initialement écrite pour le film Do the Right Thing de Spike Lee, sorti en 1989. Hank Shocklee, le producteur de Public Enemy, voulait qu'elle devienne l'hymne de la rue.
Plus tard le groupe a inclus la chanson (dans une version différente) sur l'album Fear of a Black Planet publié en avril 1990.
Elle est classée 2e dans la liste des « 500 plus grandes chansons de tous les temps » du magazine américain Rolling Stone.

## Texte et musique
Selon le site Songfacts,

« Probablement la chanson la plus célèbre de Public Enemy, elle incarne leur message de fierté noire et s'en prend aux icônes blanches Elvis Presley (« Elvis was a hero to most but he never meant s--t to me », « Elvis était un héros pour la plupart mais il n'est rien pour moi ») et John Wayne. Même Bobby McFerrin ne pouvait pas échapper à leur colère, car Chuck D rappe : « Don't Worry Be Happy was a number one jam, damn if I say it you can slap me right here ». »

## Postérité
En 2004, la chanson (dans la version originale du film Do the Right Thing) est classée 40e dans la liste des « 100 plus grandes chansons du cinéma américain » selon l'American Film Institute (AFI).
Fight the Power est classé à la 2e place dans la liste des « 500 plus grandes chansons de tous les temps » publiée par Rolling Stone en 2021, ce qui représente une très forte progression. Initialement, dans la première liste du magazine parue en 2004, la chanson n'était qu'en 322e position.
En 2018, elle reçoit le Grammy Hall of Fame Award.